# An Comunn Gàidhealach
An Comunn Gàidhealach (letteralmente "L'Associazione gaelica"), comunemente nota come An Comunn, è un'organizzazione scozzese fondata nel 1874 per promuovere la lingua e la cultura gaelica. Essa organizza il Royal National Mod - il principale festival culturale gaelico, strettamente legato ad essa.

## Presidenti
| Nome                   | Periodo   |
| ---------------------- | --------- |
| Aonghas MacDhonnchaidh | 1922–1927 |
| Calum MacLeòid         | 1938–1946 |
| Neil MacGilleSheathain | 1954–1956 |
| Dòmhnall Grannd        | 1966–1968 |
| Iain MacLeòid          | 2007–2017 |
| Ailean Caimbeul        | 2017–2023 |
| Magaidh Choineagan     | 2023-     |